# Lwowska Chorągiew Harcerek
Lwowska Chorągiew Harcerek – była jednostka terytorialna Organizacji Harcerek Związku Harcerstwa Polskiego.
Działała na terenie Lwowa i województwa lwowskiego, województwa tarnopolskiego, województwa stanisławowskiegow latach 1920–1939 oraz w czasie II wojny światowej w konspiracji w latach 1939–1945. Siedzibą władz Chorągwi było miasto Lwów. Chorągiew tworzyło w 1939 30 hufców.

## Historia
Lwowska Chorągiew Harcerek powstała w dniu 1 października 1920, jednak oficjalnie powołano ją podczas I Walnego Zjazdu Związku Harcerstwa Polskiego 1 stycznia 1921.

## Komendantki Lwowskiej Chorągwi Harcerek
- hm. Maria Adamówna (1 października 1920 - listopad 1920)
- hm. Jadwiga Włodkówna - Sanojcowa (listopad 1920 - 18 stycznia 1921)
- hm. Maria Mudryk - Krynicka (18 stycznia 1921–1923)
- hm. Eugenia Jaroschówna (1923–1925)
- hm. Maria Mudryk - Krynicka (1925–1928)
- hm. Kazimiera Wicińska (1928–1929)
- hm. Jadwiga Sagańska - Sawracka (1929–1930)
- hm. Eugenia Jaroschówna (1930–1933)
- hm. Stefania Stipalówna (1933–1936)
- hm. Maria Bojanówna (1936–1941)
- hm. Stefania Stipalówna (1941–1945)

## Podległehufce
z województwa lwowskiego
- Hufiec Lwów I
- Hufiec Lwów II
- Hufiec Lwów - Okręg
- Hufiec Borysław
- Hufiec Brzozów
- Hufiec Drohobycz
- Hufiec Gródek Jagielloński
- Hufiec Jarosław
- Hufiec Jaworów
- Hufiec Przemyśl
- Hufiec Przemyślany
- Hufiec Rawa Ruska
- Hufiec Rzeszów
- Hufiec Sambor
- Hufiec Sanok

z województwa tarnopolskiego i województwa stanisławowskiego
- Hufiec Brzeżany
- Hufiec Buczacz
- Hufiec Czortków
- Hufiec Czortków - Okręg
- Hufiec Kałusz (Dolina)
- Hufiec Kołomyja
- Hufiec Nadwórna
- Hufiec Podhajce
- Hufiec Stanisławów
- Hufiec Stryj
- Hufiec Tarnopol - Miasto
- Hufiec Tarnopol - Okręg
- Hufiec Zaleszczyki
- Hufiec Złoczów

## Statystyki chorągwi
| Rok             | 1920 | 1923 | 1927 | 1929 | 1930 | 1931 | 1933 | 1934 | 1935 | 1938 | 1939 |
| --------------- | ---- | ---- | ---- | ---- | ---- | ---- | ---- | ---- | ---- | ---- | ---- |
| Liczba harcerek | 1495 | 2131 | 1497 | -    | 1891 | 2183 | 4182 | 6628 | 7380 | 8895 | 9294 |
| Liczba drużyn   | 40   | 58   | -    | -    | 63   | 75   | 123  | 214  | -    | 227  | 311  |
| Liczba hufców   | -    | 12   | -    | 7    | -    | 9    | 13   | -    | 22   | 28   | 30   |